# Temperatura de color correlacionada

Gràfics log-log de la longitud d'ona d'emissió màxima i l'existència radiant en funció de la temperatura del cos negre, representats a la línia blava. Les fletxes vermelles mostren que els cossos negres de 5780 K tenen una longitud d'ona màxima de 501 nm i una sortida radiant de 63,3 MW/m^{2}.

La temperatura de color correlacionada (CCT, Tcp) es refereix a la "temperatura d'un radiador planckià el color percebut del qual s'assembla més al d'un estímul determinat amb la mateixa brillantor i en condicions de visió especificades". La unitat SI és el Kelvin (K).

## Motivació
Els radiadors de cos negre són la referència per la qual es jutja la blancor de les fonts de llum. Un cos negre es caracteritza per la seva temperatura i emet llum d'una tonalitat específica, que es coneix com a temperatura de color. A la pràctica, les fonts de llum que s'aproximen als radiadors Planckians, com certes làmpades fluorescents o de descàrrega d'alta intensitat, s'avaluen en funció del seu CCT, que és la temperatura d'un radiador Planckian el color del qual s'assembla més al de la font de llum. Per a fonts de llum que no segueixen la distribució planckiana, alinear-les amb un cos negre no és senzill; així, el concepte de CCT s'estén per representar aquestes fonts amb la màxima precisió possible en una escala de temperatura de color unidimensional, on es determina "el més precisa possible" en el marc d'un espai de color objectiu.

Diagrama de Judd (r, g). Les corbes concèntriques indiquen els llocs de puresa constant.

## Rerefons
La idea d'utilitzar radiadors Planckians com a criteri per jutjar altres fonts de llum no és nova. El 1923, escrivint sobre "la classificació dels il·luminants amb referència a la qualitat del color... la temperatura de la font com a índex de la qualitat del color", Priest va descriure essencialment CCT tal com l'entenem avui, arribant a utilitzar el terme "temperatura de color aparent", i va reconèixer astutament tres casos:

Triangle de Maxwell de Judd. Lloc Planckià en gris. La traducció de coordenades trilineals a coordenades cartesianes condueix al diagrama següent.

- "Aquells per als quals la distribució espectral de l'energia és idèntica a la donada per la fórmula de Planck".
- "Aquells per als quals la distribució espectral de l'energia no és idèntica a la donada per la fórmula de Planck, però encara és de tal forma que la qualitat del color evocat és la mateixa que seria evocada per l'energia d'un radiador de Planck a la temperatura de color donada".
- "Aquells per als quals la distribució espectral de l'energia és tal que el color només es pot equiparar aproximadament per un estímul de la forma Planckiana de distribució espectral".

L'any 1931 es van produir diversos avenços importants. Per ordre cronològic:
1. Raymond Davis va publicar un article sobre "temperatura de color correlacionada" (el seu terme). En referència al lloc de Planck al diagrama rg, va definir el CCT com la mitjana de les "temperatures dels components primaris" (CCT RGB), utilitzant coordenades trilineals.
2. El CIE va anunciar l'espai de color XYZ.
3. Deane B. Judd va publicar un article sobre la naturalesa de les "diferències menys perceptibles" pel que fa als estímuls cromàtics. Per mitjans empírics va determinar que la diferència de sensació, que va anomenar ΔE per a un "pas discriminatori entre colors... Empfindung " (en alemany per sensació) era proporcional a la distància dels colors en el diagrama de cromaticitat. En referència al diagrama de cromaticitat (r,g) representat a part, va plantejar la hipòtesi que[7]

K ΔE = |c1 − c2| = màx(|r1 − r2|, |g1 − g2|).

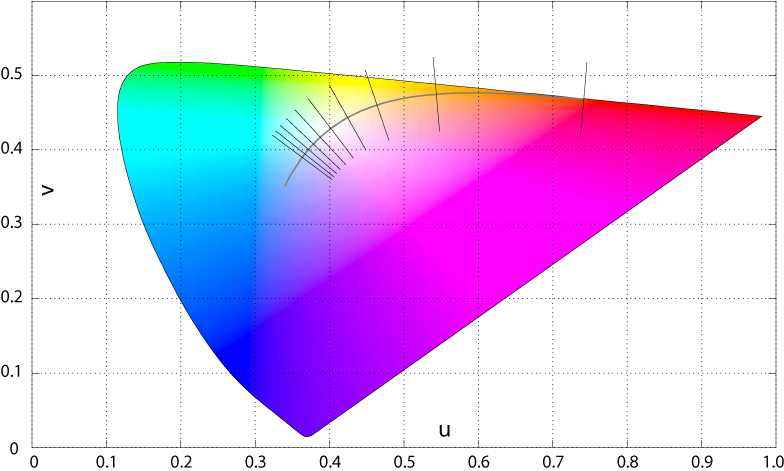
Espai de cromaticitat uniforme de Judd (UCS), amb el lloc Planckià i les isotermes a partir de 1000 K fins a 10.000 K, perpendicular al lloc geogràfic. Judd va calcular les isotermes en aquest espai abans de traduir-les de nou a l'espai de cromaticitat (x, y), tal com es mostra al diagrama de la part superior de l'article.

Aquests desenvolupaments van obrir el camí per al desenvolupament de nous espais de cromaticitat més adequats per estimar les temperatures de color correlacionades i les diferències de cromaticitat. Unint els conceptes de diferència de color i temperatura de color, Priest va fer l'observació que l'ull és sensible a les diferències constants de temperatura "recíproca":

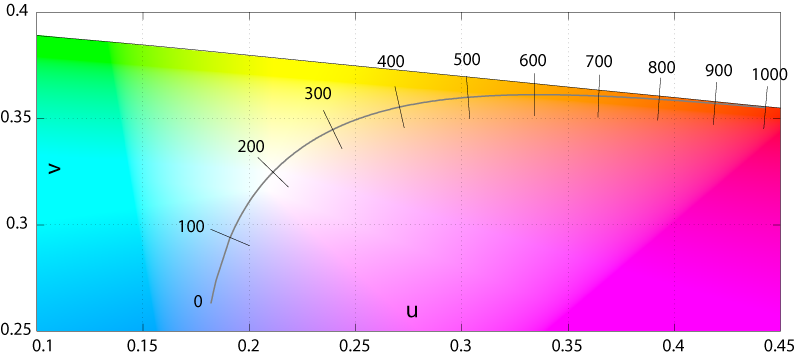
Primer pla del locus planckià a l'UCS CIE 1960, amb les isotermes a les fangs. Tingueu en compte l'espai uniforme de les isotermes quan utilitzeu l'escala de temperatura recíproca i compareu amb la figura semblant següent. L'espai uniforme de les isotermes en el lloc implica que l'escala emparada és una millor mesura de la diferència de color perceptiva que l'escala de temperatura.

Una diferència d'un grau micro-recíproc (μrd) és força representativa de la diferència dubtosa perceptible en les condicions d'observació més favorables.
Priest va proposar utilitzar "l'escala de temperatura com una escala per organitzar les cromaticitats dels diversos il·luminants en un ordre en sèrie". Durant els propers anys, Judd va publicar tres articles més significatius:
El primer va verificar les troballes de Priest, Davis, i Judd, amb un article sobre la sensibilitat al canvi de temperatura del color.
El segon proposava un nou espai de cromaticitat, guiat per un principi que s'ha convertit en el sant grial dels espais de color: la uniformitat perceptiva (la distància de cromaticitat hauria de ser proporcional a la diferència perceptiva). Mitjançant una transformació projectiva, Judd va trobar un "espai de cromaticitat uniforme" (UCS) més en el qual trobar el CCT. Judd va determinar la "temperatura de color més propera" simplement trobant el punt del lloc Planckià més proper a la cromaticitat de l'estímul en el triangle de color de Maxwell, representat a part. La matriu de transformació que va utilitzar per convertir els valors triestímuls X,Y,Z a coordenades R,G,B va ser:
{\displaystyle {\begin{bmatrix}R\\G\\B\end{bmatrix}}={\begin{bmatrix}3.1956&2.4478&-0.1434\\-2.5455&7.0492&0.9963\\0.0000&0.0000&1.0000\end{bmatrix}}{\begin{bmatrix}X\\Y\\Z\end{bmatrix}}.}
A partir d'això, es poden trobar aquestes cromaticitats:
{\displaystyle u={\frac {0.4661x+0.1593y}{y-0.15735x+0.2424}},\quad v={\frac {0.6581y}{y-0.15735x+0.2424}}.}
La tercera representava el lloc de les cromaticitats isotèrmiques al diagrama de cromaticitat x,y CIE 1931. Com que els punts isotèrmics van formar normals al seu diagrama UCS, la transformació al pla xy va revelar que encara eren línies, però ja no perpendiculars al lloc geogràfic.

## Càlcul

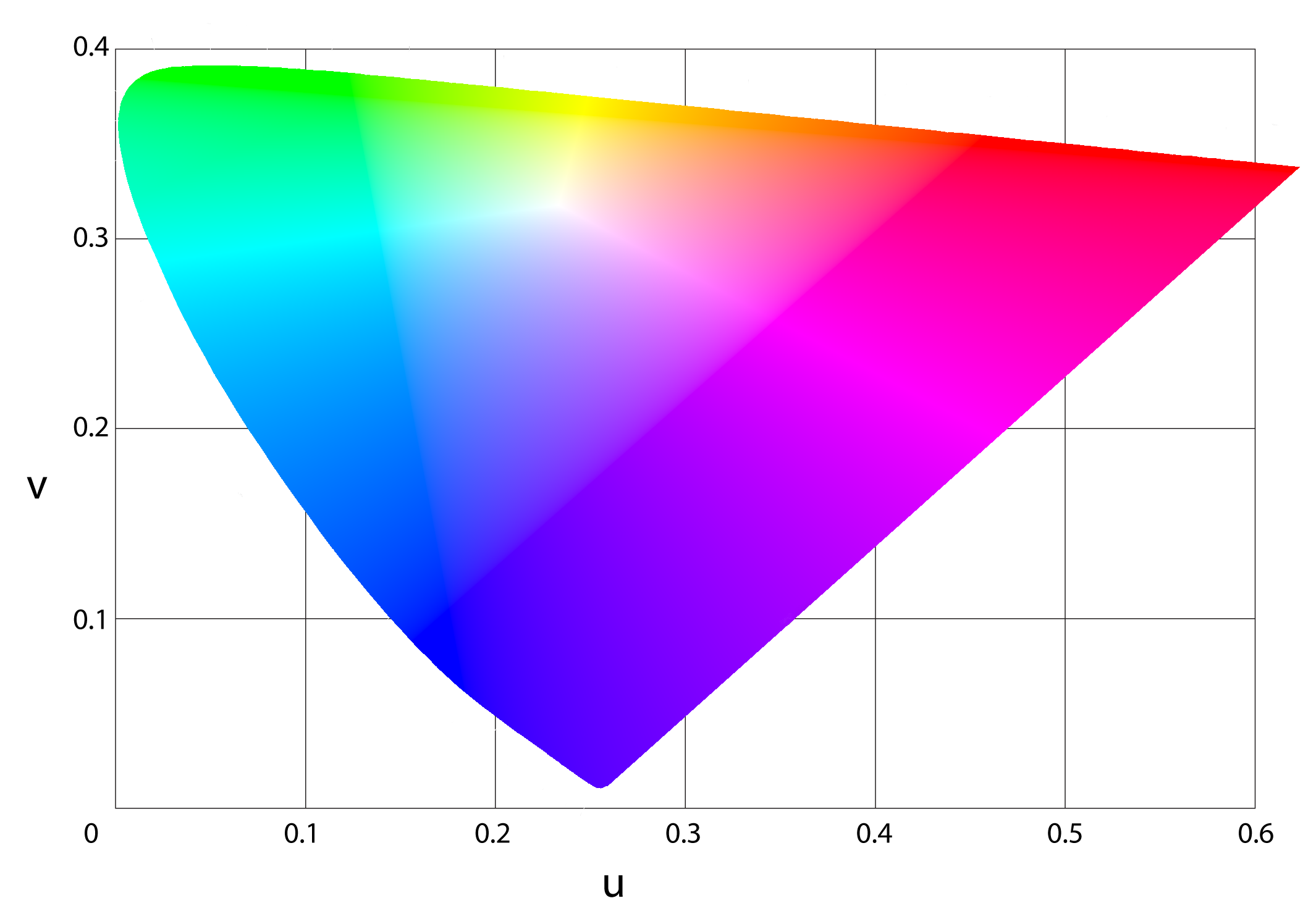
Diagrama de "escala de cromaticitat uniforme" de MacAdam; una simplificació de l'UCS de Judd.

La idea de Judd de determinar el punt més proper al lloc de Planck en un espai de cromaticitat uniforme és actual. El 1937, MacAdam va suggerir un "diagrama d'escala de cromaticitat uniforme modificat", basat en certes consideracions geomètriques simplificadores:
{\displaystyle u={\frac {4x}{-2x+12y+3}},\quad v={\frac {6y}{-2x+12y+3}}.}
Aquest espai de cromaticitat (u,v) es va convertir en l'espai de color CIE 1960, que encara s'utilitza per calcular el CCT (tot i que MacAdam no el va idear amb aquest propòsit). L'ús d'altres espais de cromaticitat, com ara u'v', condueix a resultats no estàndards que, tanmateix, poden ser perceptius significatius.

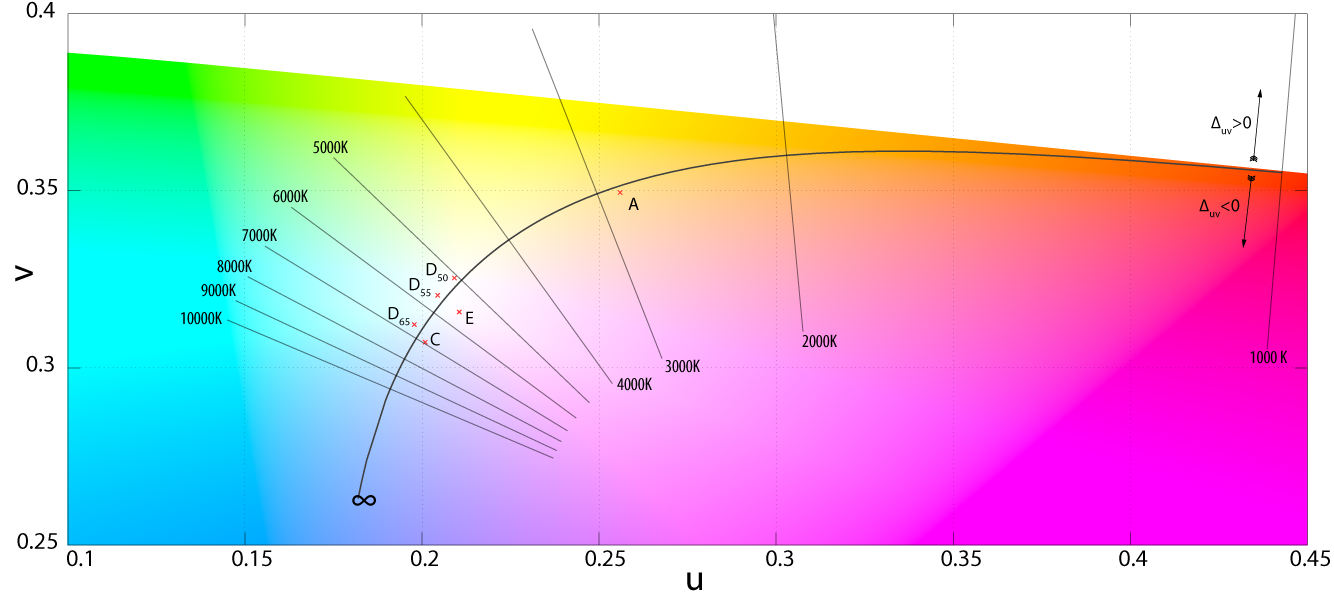
Primer pla del CIE 1960 UCS. Les isotermes són perpendiculars al lloc geogràfic de Planck i es dibuixen per indicar la distància màxima des del lloc geogràfic que el CIE considera que la temperatura de color correlacionada és significativa: Δ _{uv} = ± 0,05

La distància del lloc geogràfic (és a dir, el grau d'allunyament d'un cos negre) s'indica tradicionalment en unitats de Δ uv ; positiu per als punts per sobre del lloc geogràfic. Aquest concepte de distància ha evolucionat fins a convertir-se en CIELAB ΔE*, que es continua utilitzant avui dia.

### El mètode de Robertson
Abans de l'arribada dels potents ordinadors personals, era habitual estimar la temperatura de color correlacionada mitjançant la interpolació a partir de taules i gràfics de consulta. El mètode més famós d'aquest tipus és el de Robertson, que va aprofitar l'espai relativament uniforme de l'escala mired (vegeu més amunt) per calcular el CCT Tc mitjançant la interpolació lineal dels valors mired de la isoterma:

Càlcul del CCT T _{c} corresponent a la coordenada de cromaticitat al CIE 1960 UCS.

{\displaystyle {\frac {1}{T_{c}}}={\frac {1}{T_{i}}}+{\frac {\theta _{1}}{\theta _{1}+\theta _{2}}}\left({\frac {1}{T_{i+1}}}-{\frac {1}{T_{i}}}\right),}
on {\displaystyle T_{i}} i {\displaystyle T_{i+1}} són les temperatures de color de les isotermes de cerca i s'escull de tal manera que {\displaystyle T_{i}<T_{c}<T_{i+1}}. (A més, la cromaticitat de la prova es troba entre les dues úniques línies adjacents per a les quals {\displaystyle d_{i}/d_{i+1}<0}.)
Si les isotermes són prou ajustades, es pot suposar {\displaystyle \theta _{1}/\theta _{2}\approx \sin \theta _{1}/\sin \theta _{2}}, conduint a
{\displaystyle {\frac {1}{T_{c}}}={\frac {1}{T_{i}}}+{\frac {d_{i}}{d_{i}-d_{i+1}}}\left({\frac {1}{T_{i+1}}}-{\frac {1}{T_{i}}}\right).}
La distància del punt de prova a la isoterma i-èsima ve donada per
{\displaystyle d_{i}={\frac {(v_{T}-v_{i})-m_{i}(u_{T}-u_{i})}{\sqrt {1+m_{i}^{2}}}},}
on {\displaystyle (u_{i},v_{i})} és la coordenada de cromaticitat de la isoterma i en el lloc Planckià i m i és el pendent de la isoterma. Com que és perpendicular al lloc geogràfic, es dedueix que {\displaystyle m_{i}=-1/l_{i}} on l i és el pendent del lloc geogràfic at {\displaystyle (u_{i},v_{i})}.

## Precaucions
Encara que el CCT es pot calcular per a qualsevol coordenada de cromaticitat, el resultat només és significatiu si la font de llum s'aproxima una mica a un radiador Planckià. El CIE recomana que "no s'ha d'utilitzar el concepte de temperatura de color correlacionada si la cromaticitat de la font de prova difereix més de Δ uv = 5 × 10-2 del radiador Planckià". Més enllà d'un cert valor de Δuv, una coordenada de cromaticitat pot ser equidistant a dos punts del lloc geogràfic, provocant ambigüitat en el CCT.

## Aproximació
Si es considera un rang reduït de temperatures de color (els que encapsulen la llum del dia són el cas més pràctic), es pot aproximar el lloc Planckià per calcular el CCT en termes de coordenades de cromaticitat. Després de l'observació de Kelly que les isotermes es tallen a la regió porpra propera a ( x = 0,325, y = 0,154), McCamy va proposar aquesta aproximació cúbica:
{\displaystyle CCT(x,y)=449n^{3}+3525n^{2}+6823.3n+5520.33,}
on n = (x − xe)/(ye - y) és la línia de pendent inversa i (xe = 0.3320, ye = 0.1858) és l'"epicentre"; força a prop del punt d'intersecció esmentat per Kelly. L'error absolut màxim per a temperatures de color que van des de 2856 K (il·luminant A) a 6504 K (D65) és inferior a 2 K.
La proposta d'Hernández-André de 1999, utilitzant termes exponencials, amplia considerablement el rang aplicable afegint un segon epicentre per a temperatures de color elevades:
{\displaystyle CCT(x,y)=A_{0}+A_{1}\exp(-n/t_{1})+A_{2}\exp(-n/t_{2})+A_{3}\exp(-n/t_{3})}
on n és com abans i les altres constants es defineixen a continuació:
|     | 3–50 kK    | 50–800 kK     |
| --- | ---------- | ------------- |
| x e | 0,3366     | 0,3356        |
| i e | 0,1735     | 0,1691        |
| A 0 | −949.86315 | 36284.48953   |
| A 1 | 6253.80338 | 0,00228       |
| t 1 | 0,92159    | 0,07861       |
| A 2 | 28.70599   | 5,4535×10 −36 |
| t 2 | 0,20039    | 0,01543       |
| A 3 | 0,00004    |               |
| t 3 | 0,07125    |               |

L'autor suggereix que s'utilitzi l'equació de baixa temperatura per determinar si es necessiten els paràmetres de temperatura més alta.
Ohno (2013) proposa un mètode combinat precís basat en una taula de cerca, una cerca "parabòlica" i una cerca "triangular". El document destaca la importància de retornar també el valor Δuv per a l'avaluació de fonts de llum. Com que no utilitza una taula fixa, es pot aplicar a qualsevol funció de concordança de colors d'observador.
El càlcul invers, des de la temperatura del color fins a les coordenades de cromaticitat corresponents, es discuteix al Planckian locus § Approximation.